# Animus in consulendo liber

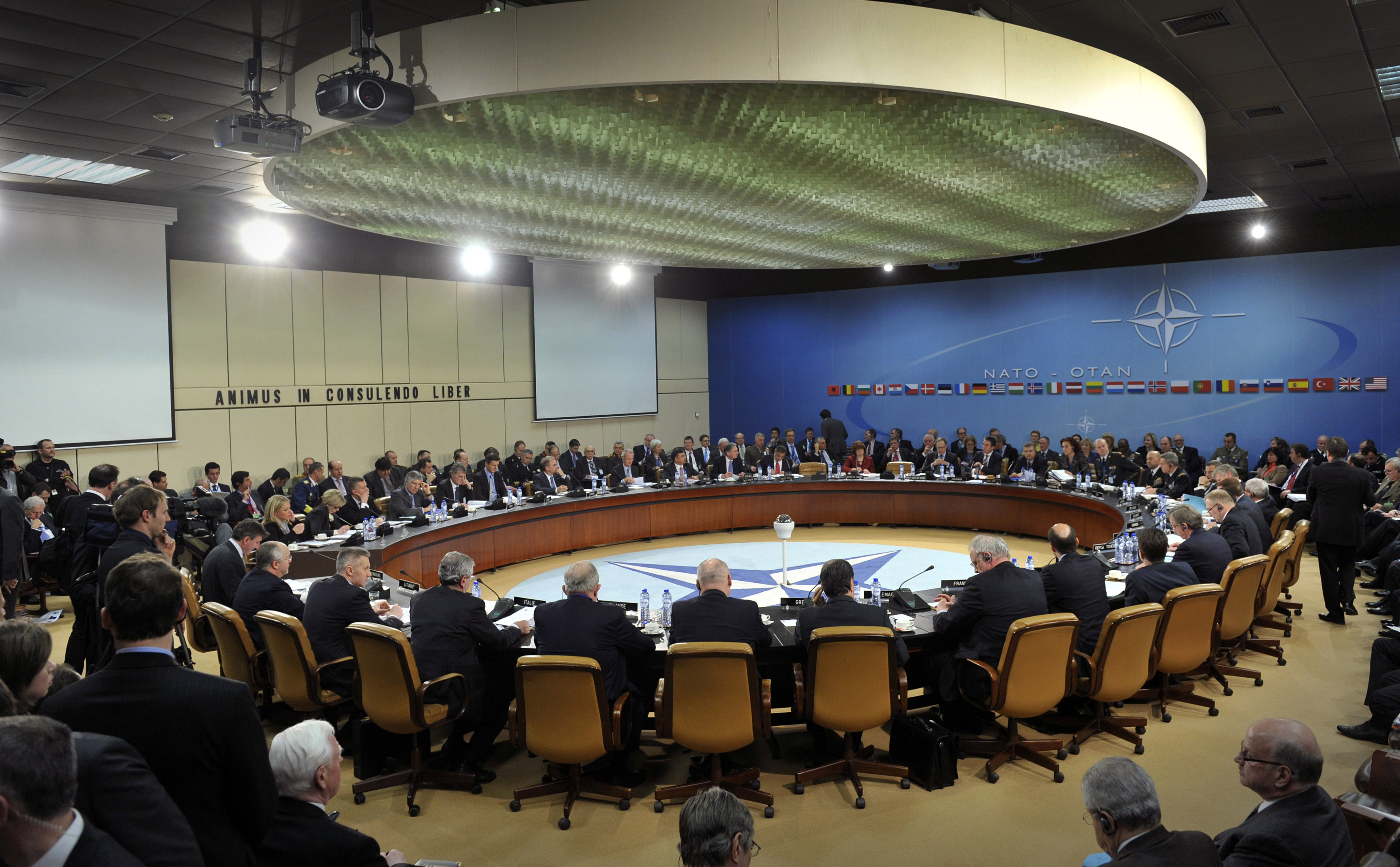
O lema na parede esquerda na sede da OTAN em Bruxelas, em 2013

Animus in consulendo liber (Latim: "Uma mente desimpedida na deliberação") é o lema da Organização do Tratado do Atlântico Norte (OTAN). A frase é de "A Conspiração de Catilina" (52.21) pelo historiador romano Salústio, e foi traduzida por Charles Anthon como "uma mente desimpedida na deliberação".
O lema foi escolhido pelo decano do Conselho da OTAN, André de Staercke, para refletir o espírito de consulta vislumbrado pelo então Secretário-Geral da OTAN, Paul-Henri Spaak. De Staercke emprestou a citação quando recordou sua visita ao Palácio do Magistrado-Chefe em San Gimignano, onde "animus in consulendo liber" estava gravado no assento do Magistrado. O lema é exibido na parede da sala principal do conselho na sede da OTAN em Bruxelas, atrás do assento do presidente.
O contexto original do lema por Salústio, que cita o discurso de Catão, o Jovem, ao Senado Romano, é: "Mas havia outras qualidades que tornavam eles [nossos antepassados] grandes, as quais nós não possuímos de forma alguma: eficiência em casa, um governo justo no exterior, no conselho um espírito independente livre de culpa ou paixão".